# Pythonides
Pythonides är ett släkte av fjärilar. Pythonides ingår i familjen tjockhuvuden.

## Bildgalleri

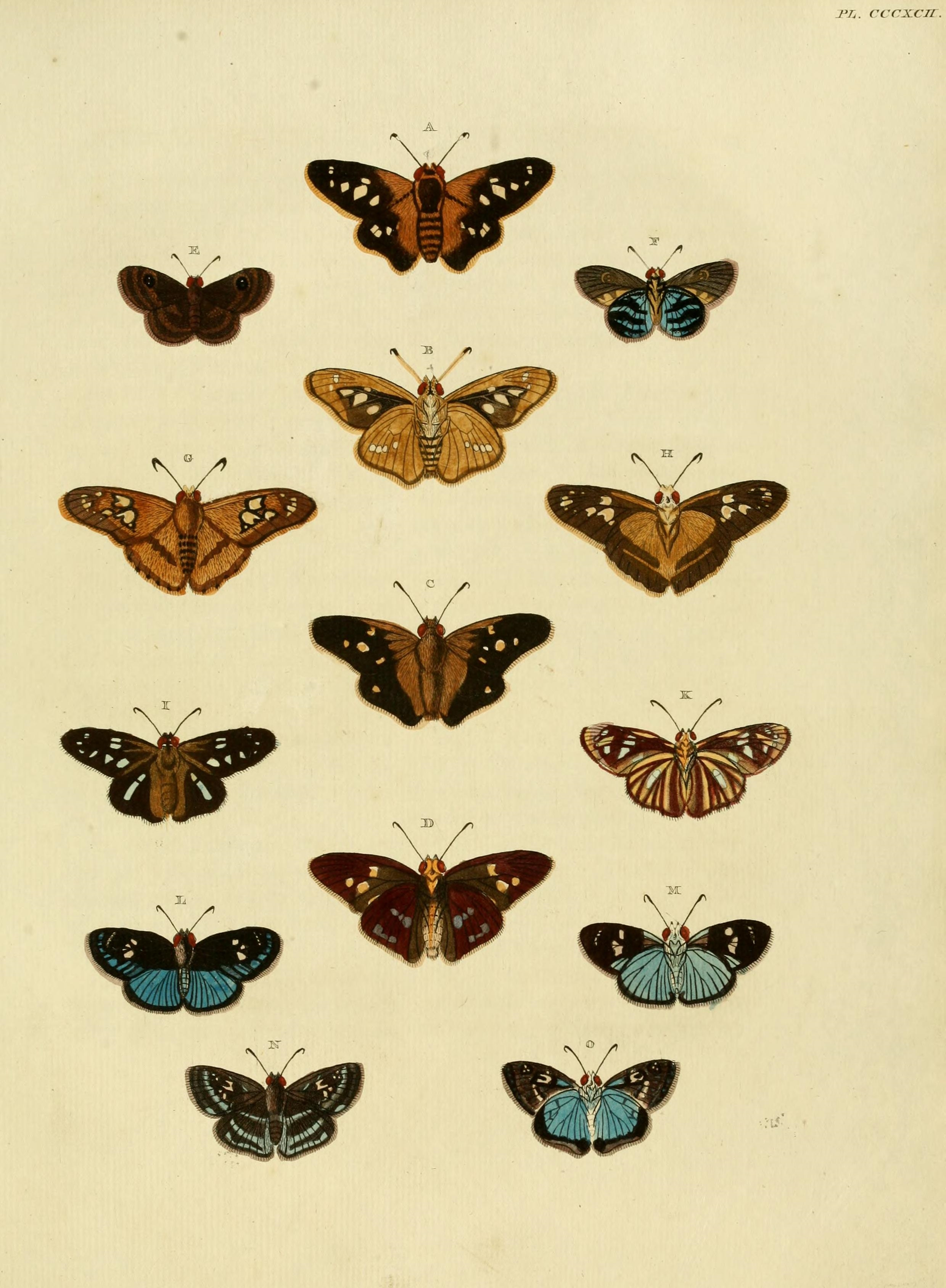
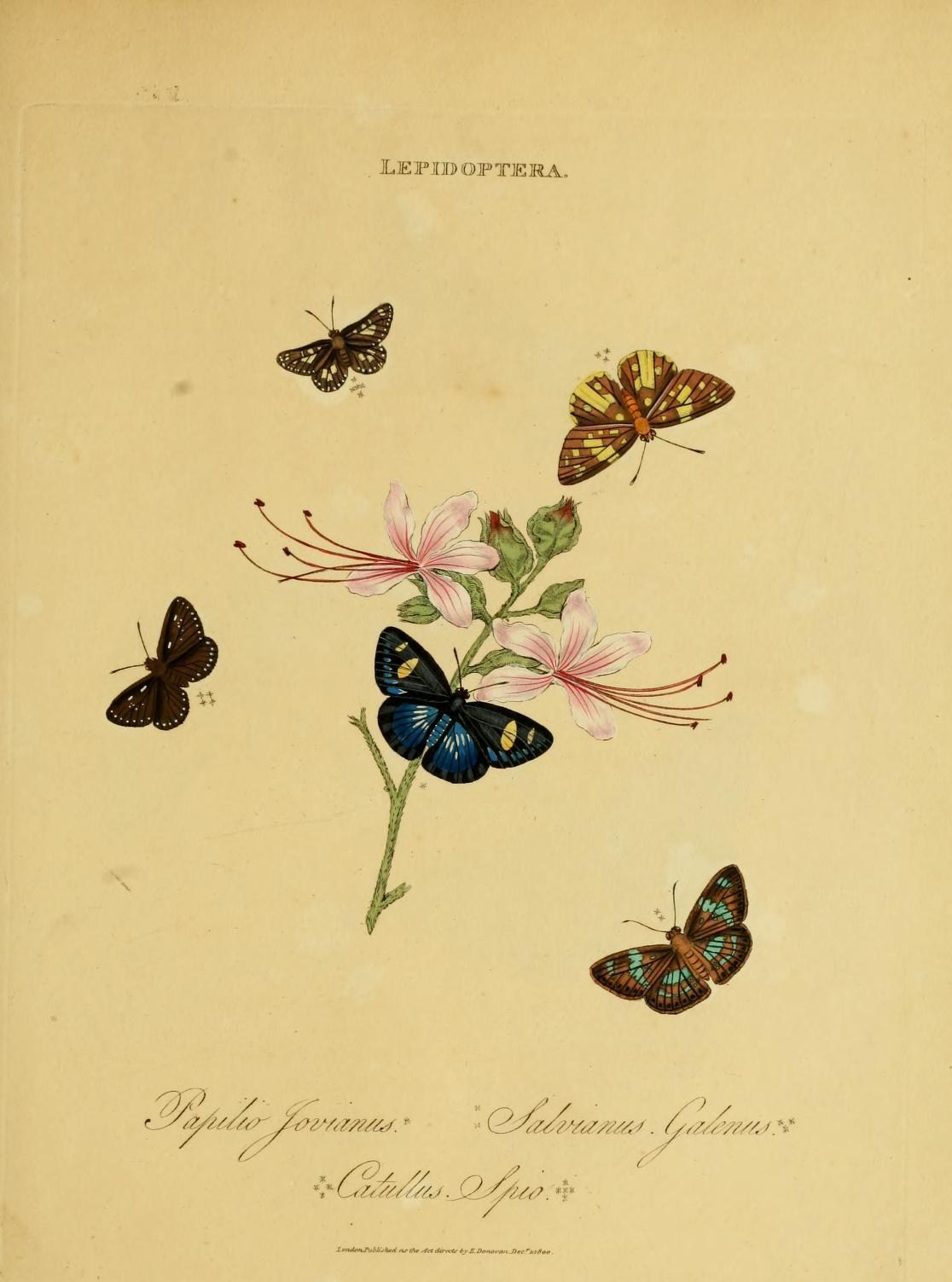
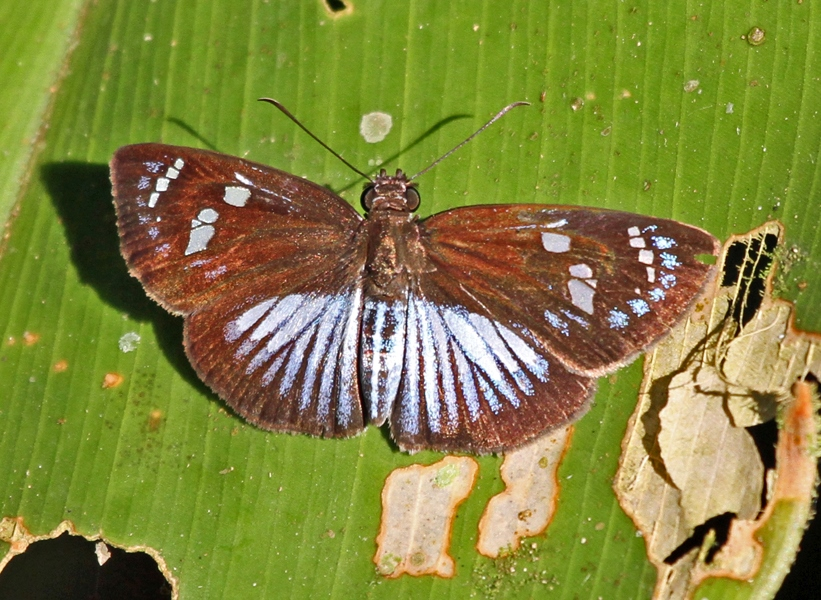
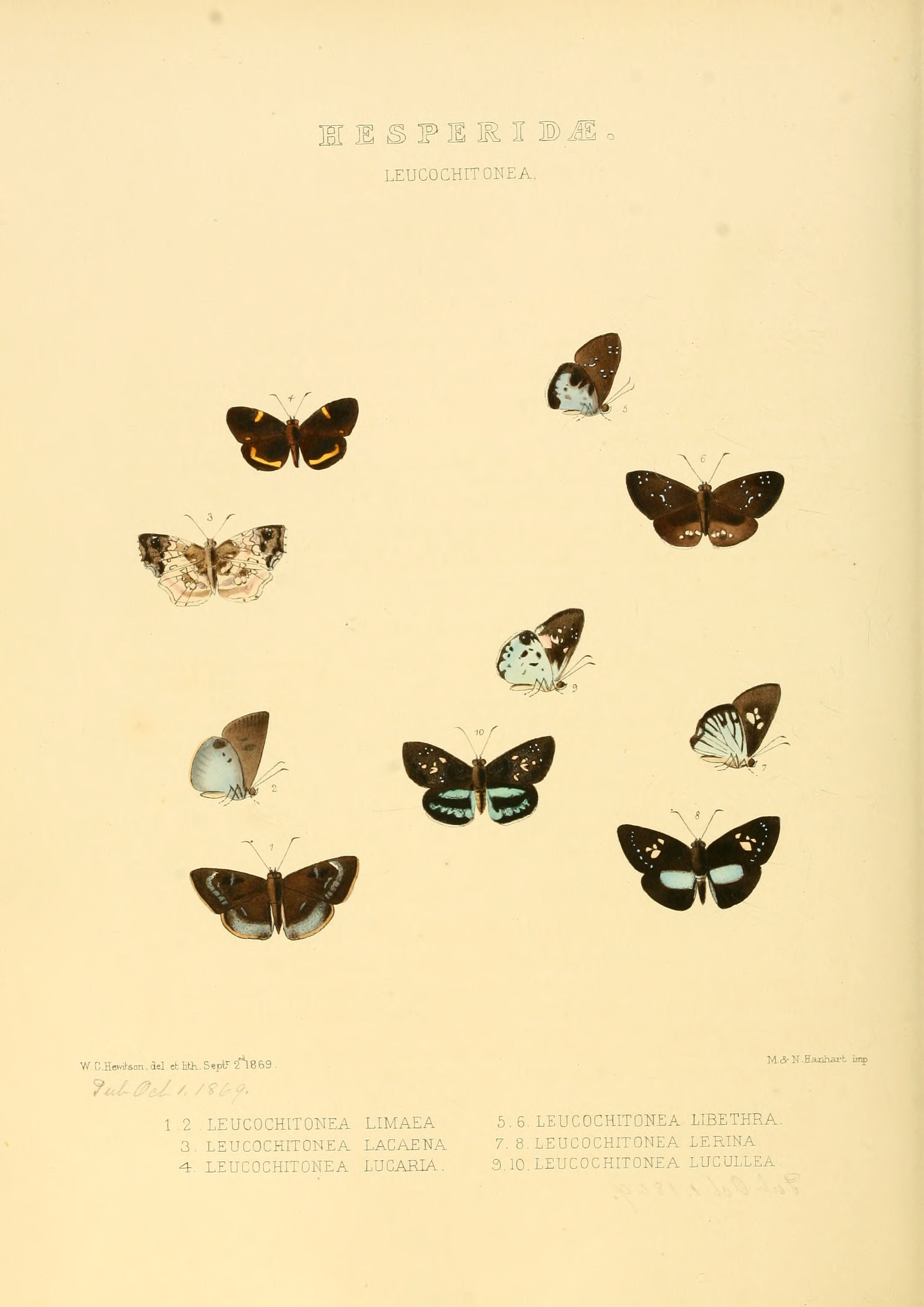

## Dottertaxa tillPythonides, i alfabetisk ordning[1]
- Pythonides aequatoria
- Pythonides amaryllis
- Pythonides assecla
- Pythonides braga
- Pythonides caeruleus
- Pythonides canace
- Pythonides chalybaeus
- Pythonides cohoerens
- Pythonides cordus
- Pythonides crameri
- Pythonides eminus
- Pythonides fabricii
- Pythonides grandis
- Pythonides hampa
- Pythonides herennius
- Pythonides homer
- Pythonides jabesa
- Pythonides jovianus
- Pythonides juxta
- Pythonides lagia
- Pythonides lancea
- Pythonides lata
- Pythonides lerina
- Pythonides limaea
- Pythonides lusovius
- Pythonides mundo
- Pythonides neivai
- Pythonides parallelus
- Pythonides pasha
- Pythonides pescada
- Pythonides pluvius
- Pythonides proxenus
- Pythonides pseudojovianus
- Pythonides pteras
- Pythonides suppar
- Pythonides tullia
- Pythonides vicinus
- Pythonides zeus